# 272-й истребительный авиационный полк (73 сад)
Не следует путать с 272-м истребительным авиационным полком 7-й смешанной авиационной дивизии
272-й истребительный авиационный полк (272-й иап) — воинская часть Военно-воздушных сил (ВВС) Вооружённых Сил РККА, принимавшая участие в боевых действиях Великой Отечественной войны.

## Наименования полка
За весь период своего существования полк несколько раз менял своё наименование:
- 272-й истребительный авиационный полк[1][2];
- 590-й истребительный авиационный полк[1][2];
- 590-й штурмовой авиационный полк[1][2];
- 43-й гвардейский штурмовой авиационный полк[1][2][3][3];
- 43-й гвардейский штурмовой авиационный Волковыскский полк[1][3];
- 43-й гвардейский штурмовой авиационный Волковыскский Краснознамённый полк[1][3];
- 669-й гвардейский штурмовой авиационный Волковыскский Краснознамённый полк[3];
- 669-й гвардейский истребительно-бомбардировочный авиационный Волковыскский Краснознамённый полк[3].

## Создание полка
272-й истребительный авиационный полк начал формироваться в составе 73-й смешанной авиационной дивизии ВВС Северо-Кавказского военного округа в Ставрополе по штату 15/21 на самолётах И-15бис.
| И-15 бис | И-16 |

## Переформирование полка
272-й истребительный авиационный полк 08 октября 1941 года переименован в 590-й истребительный авиационный полк.

## В действующей армии
В составе действующей армии:
- с 7 октября 1941 года по 11 октября 1941 года.

## Командиры полка
- капитан Семенко Виктор Михайлович[1], 01.04.1941 — 01.09.1941
- майор Соколов Александр Дмитриевич[2], 01.09.1941 — 08.10.1941
- майор Телегин Федор Михайлович[1], 08.10.1941 — 24.12.1941
- майор, подполковник Соколов Александр Дмитриевич[1][2], 24.12.1941 — 17.12.1942
- майор Воронцов Михаил Сергеевич, врио[1], 17.12.1942 — 06.05.1943 г.
- гвардии майор Поварков[1], 06.05.1943 -
- гвардии подполковник Соколов Александр Дмитриевич[1][2], 1943 - 1945
- гвардии капитан Шевченко[5]

## В составе соединений и объединений
| Период        | Фронт (округ)                   | армия      | корпус         | дивизия                                 | примечание                                              |
| ------------- | ------------------------------- | ---------- | -------------- | --------------------------------------- | ------------------------------------------------------- |
| 01.04.1941 г. | Северо-Кавказский военный округ | ВВС округа |                | 73-я истребительная авиационная дивизия | Ставрополь, И-15бис                                     |
| 22.06.1941 г. | Северо-Кавказский военный округ | ВВС округа |                | 73-я истребительная авиационная дивизия | Ставрополь, И-15бис                                     |
| 01.08.1941 г. | Северо-Кавказский военный округ | ВВС округа |                | 73-я смешанная авиационная дивизия      | Ставрополь, И-15бис, переформирован по штату 015/174    |
| 01.09.1941 г. | Северо-Кавказский военный округ | ВВС округа |                | 73-я смешанная авиационная дивизия      | Пополнен самолётами И-16 старых типов (с моторами М-25) |
| 07.10.1941 г. | Южный фронт                     | 56-я армия | ВВС 56-й армии | 73-я смешанная авиационная дивизия      | вступил в боевые действия на И-15бис и И-16             |
| 08.10.1941 г. | Южный фронт                     | 56-я армия | ВВС 56-й армии | 73-я смешанная авиационная дивизия      | Переименован в 590-й иап                                |

## Самолёты на вооружении
| Период      | Самолёты |
| ----------- | -------- |
| 1941 — 1941 | И-15бис  |
| 1941 — 1941 | И-16     |
| 1941 — 1941 | И-153    |